# Karl Mannheim

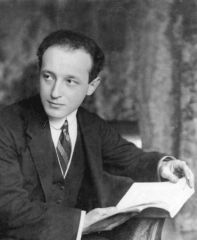
Karl Mannheim

Karl Mannheim (Boedapest, 27 maart 1893 - Londen, 9 januari 1947) was een Hongaars-joods socioloog die wordt gezien als de grondlegger voor de kennissociologie.
Mannheim werd geboren in een joods middenklassengezin in Boedapest en studeerde daar filosofie, waarin hij in 1918 een doctoraat behaalde. Aanvankelijk behoorde Mannheim tot een groep gematigd-linkse intellectuelen die Hongarije kritisch bestudeerde. Na de nederlaag in de Eerste Wereldoorlog spatte de Dubbelmonarchie uiteen en ontstond er uit revolutionaire ontwikkelingen een marxistische machtsovername (Károlyi; Kun). In de reactie daarop ontvluchtte hij in 1919 de politieke situatie van zijn land. Hij vroeg asiel aan in Duitsland, alwaar hij zich in Heidelberg vestigde. Daar werd hij Privatdozent, en trouwde hij met Juliska Lang. In 1930 werd hij hoogleraar sociologie aan de Goethe-Universität te Frankfurt am Main. Hij maakte geen deel uit van de Frankfurter Schule, ondanks dat hij zich evenmin in het communisme kon vinden. Hij deelde wel haar standpunten over het fascisme.
In 1933 ontvluchtte Mannheim Duitsland en vestigde zich in Londen alwaar hij in 1945 professor werd aan de Universiteit van Londen. Mannheim is in zijn denken beïnvloed door met name Max Weber, tot wiens kring in Heidelberg hij behoorde, en Georg Simmel, waarvan hij colleges had bijgewoond. Ofschoon hij zelf geen 'grand-theory' heeft voortgebracht, wordt hij voor de sociologie nog steeds van belang geacht vanwege zijn kennissociologie.

## De vertalingen
- Diagnose van onze tijd. Leiden, 1947
- Het generatieprobleem. Nijmegen, 2013

## Over
- Sociologische Gids, 10e jaargang Nr 3, 1963.
- R.F. Beerling, in Wijsgerig-sociologische verkenningen. Arnhem, 1965, 2e bundel.